# 公平交易委員会
公平交易委員会（こうへいこうえき-いいんかい）は中華民国行政院に属する自由かつ競争を確保するための独立行政委員会。日本の公正取引委員会に相当する。